# Tömör-Otschir Tserendowdongiin
Tömör-Otschir Tserendowdongiin (mongolisch Цэрэндовдонгийн Төмөр-Очир; * 29. Mai 1991 in der Mongolei) ist ein mongolischer Fußballspieler.

## Karriere

### Verein
2016 spielte Tserendowdongiin im Verein Ulaanbaataryn Mazaalaynuud FC. Danach wechselte er 2017 bei Deren FC. Von 2020 bis 2021 war er in Khaan Khuns-Erchim FC Leihspieler.

### Nationalmannschaft
Tserendowdongiin spielt seit 2016 für die Nationalmannschaft der Mongolei. Bisher absolvierte er 5 Länderspiele.